# باکسهیل نورث، ویکتوریا
باکسهیل نورث (به انگلیسی: Box Hill North) یک حومه شهر در استرالیا است که در ویکتوریا (استرالیا) واقع شده‌است.